# 조커 아웃
조커 아웃(Joker Out)은 2016년에 결성된 슬로베니아 인디 록 밴드이다. 밴드는 <카르페 디엠>이라는 노래로 유로비전 송 콘테스트 2023에서 슬로베니아를 대표하여 21위를 차지했다. 그들은 우마자네 미슬리(2021)와 데모니(2022)라는 두 개의 정규 앨범을 발표했다.

## 직업

### 2016-2021
이 밴드는 보얀 츠브제티카닌, 마틴 유르코비치, 마티치 코바치치 및 루카 슈케르렙이 포함된 아포칼립사가 해체된 후 2016년 5월에 결성되었다. 그 중 세 명(츠브제티카닌, 유르코비치, 코바치치)이 부르주아지야의 크리스 구스틴과 얀 페테와 합류하여 조커 아웃이 탄생했다. 11월에는 첫 번째 싱글 <코트 르세, 키 크리 포간야>를 발매했고, 첫 번째 뮤직비디오도 녹화했다. 2017년 6월 17일, 그들은 슈필 리그(학생 음악 그룹 및 솔리스트를 위한 대회)의 4번째 시즌(2016/17) 우승자가 되었다. 11월에는 두 번째 곡 <오맘예노 텔로>를 발표했다. 밴드는 또한 많은 축제에서 공연했다.
프로주서 자레 박과 처음으로 협업한 다음 싱글 <골라>는 2019년 9월 12일에 발매되었다. 11월 2일, 그들은 류블랴나 성에서 첫 번째 완전 독립 콘서트를 열었다.  <골라>에 이어 2020년 3월 네 번째 싱글 <벰 다 그레쉬>가 나왔고, <우마자네 미슬리>(2020년 10월), <아 셈 티 포베달>(2021년 7월)이 이어졌다. 유레 마체크는 <우마자네 미슬리>와 <아 셈 티 포베달>의 발표 사이에 드러머 마티치 코바치치를 대체했다. 2021년 10월 1일에 열린 프리슈노 - 새로운 슬로베니아 음악의 날 페스티벌의 첫 번째 에디션에서 <우마자네 미슬리> 자곡이 "작년의 새로운 슬로베니아 작곡"으로 청중에 의해 선택되었다.
그들의 첫 번째 앨범 우마자네 미슬리는 2021년 10월에 발매되었다. 당초 2020년 4월 개봉 예정이었으나 코로나19 사태로 인해 개봉이 여러 차례 연기됐다. 2021년 10월 20일과 21일 츠베틀리카르나에서 열린 두 번의 연속 콘서트에서 선보였으며 두 콘서트 모두 2020년에 매진되었다. 두 번째 콘서트는 RTV 슬로베니아 에서 녹음되었다. 이 2년 동안 그들은 2개의 즐라타 피슈칼 상을 받았다. 첫 번째는 2020년에 "올해의 신인상"으로, 2021년에는 "올해의 예술가"로 두 번째 상을 받았다.

### 2022년-현재
2022년 4월, 첫 앨범 <바르브 오세아나>의 마지막 싱글 뮤직비디오를 공개했다. 5월 12일 제8회 즐라타 피슈칼 상에서 그들은 2년 연속 "올해의 예술가" 후보에 올랐다. 8월 31일에는 <카트리나> 라는 노래에 이어 두 번째 앨범 데모니를 발매했다. 그들은 9월 9일 류블래나의 크리잔케에서 앨범 발표 콘서트를 열었다. 10월 10일, 그들은 베이시스트 마틴 유르코비치가 해외 유학을 위해 밴드를 떠나고 "브 페텍 즈베체르" 쇼의 하우스 밴드인 "디아만티"의 멤버인 네이스 조던으로 교체되었다고 인스타그램을 통해 발표했다. <카트리나>는 10월 말에 그들의 첫 세르비아어 싱글인 <데모니>에 이어 구 유고슬라비아 시장을 위한 첫 공식 발매를 의미한다.
2022년 12윌 8일, 라디오 텔레비지야 슬로베니아는 조커 아웃을 리버풀에서 열리는 유조비전 송 콘테스트 2023에서 슬로베니아를 대표할 것이라고 발표했다. 유로비전 노래 녹음은 2022년 12월 독일 함부르크에서 12일에 걸쳐 진행되었다. 밴드는 "우리는 슬로베니아어를 모든 국가가 이해할 수 있는 춤과 엔터테인먼트의 보편전 언어로 번역하고 싶다"며 전체 노래를 슬로베니아어로 유지하고 싶다고 말했다. 2023년 1월, 밴드는 슬로베니아 수도 류블랴나의 그랜드 호텔 유니온에서 뮤직비디오를 촬영했다.
밴드가 라디오 텔레비지야 슬로베니아에 의해 내부적으로 선정될 것이라고 발표된 날, 방송사는 나중에 "카르페 디엠"이라는 제목으로 밝혀진 그들의 노래가 TV SLO 1의 유로비전 특별 방송에서 초연될 것이라고 발표했다. 미시야 리버풀은 2023년 2월 4일 유로비전 송 콘테스트와 함께 유듀브 채널에서 뮤직 비디오를 공개했다. 1월 31일 조커 아웃은 5월 11일 2차 준결승 후반전에 출전하기 위해 추첨됐다.
프로모션 투어의 일환으로 그들은 3월과 4월에 바르셀로나, 바르샤바, 텔아비브, 마드리드, 암스테르담, 런던에서 열린 유로비전 사전 파티에 참가했으며, 리버풀로 떠나기 전 콘서트로 국내 관객들에게 작별 인사를 했다. 지난 4월 25일 류블랴나 노비 디엘지에서 열렸다. 지난 3월에는 독립음악레이블협회(임팔라)가 선정한 유럽에서 주목할 만한 음악 연주자 100인 목록에 포함됐다. 4월 21일에는 엘비스 코스텔로와 함께 녹음한 싱글 "뉴 웨이브"(그들의 노래 "노비 발"의 영어-슬로베니아어 버전)를 발매했다.
유로비전에서 그들은 두 번째 준결승에 진출했고 결승전에 진출하여 21위를 차지했다. 콘테스트가 끝난 후 밴드는 슬로베니아, 크로아티아, 폴란드, 보스니아 헤르체고비나, 세르비아, 아일랜드, 영국을 횡단하는 유럽 투어를 시작했다. 지난 6월에는 노르웨이, 스웨덴, 핀란드 공연을 포함해 9월 북유럽 투어를 발표했다. 그들은 10월 6일 그들의 고향인 류블랴나 아레나 스토지체에서 열린 12,000석 규모의 아레나 공연을 매진시켰다.
7월에는 아일랜드 밴드 와일드 유스와 함께 맨체스터, 리버풓, 글래스고, 런던에서 콘서트를 열어 매진된 여국 투어를 진행했다. 후자에서는 유명한 스코틀랜드 가수 루이스 카팔디가 포함돤 1,500명의 관중을 엘레크트릭 볼룸위해 에서 공연했다.

### 구성원
- 보얀 츠브제티카닌(Bojan Cvjetićanin) (1999년 1월 6일) – 리드 보컬 (2016년-현재)
- 크리스 구스틴(Kris Guštin) (2000년 1월 16일) – 기타, 백 보컬 (2016년-현재)
- 얀 페테(Jan Peteh) (1999년 1월 1일) – 기타, 백 보컬 (2016년-현재)
- 유레 마체크(Jure Maček) (1996년 5월 25일) – 드럼(2021년-현재)
- 네이스 조던(Nace Jordan) (1994년 6월 30일) – 베이스, 백 보컬 (2022년-현재)

### 전 구성원
- 마틴 유르코비치(Martin Jurkovič) – 베이스 (2016-2022)
- 마티치 코바치치(Matic Kovačič) – 드럼 (2016-2021)

## 음반

### 앨범
| 제목            | 세부                                                                               | 피크 차트 위치 |
| 제목            | 세부                                                                               | LTU            |
| --------------- | ---------------------------------------------------------------------------------- | -------------- |
| 우마자네 미슬리 | - 출시: 2021년 10월 18일 - 레이블 : 자체출시 - 형식: CD, 디지털 다운로드, 스트리밍 | 72             |
| 데모니          | - 출시: 2022년 8월 31일 - 레이블 : 자체출시 - 형식: CD, 디지털 다운로드, 스트리밍  | 44             |

### 싱글
| 제목                                 | 년도   | 피크 차트 위치 | 피크 차트 위치 | 피크 차트 위치 | 피크 차트 위치 | 앨범            |
| 제목                                 | 년도   | SLO            | FIN            | LTU            | SWE Heat.      | 앨범            |
| ------------------------------------ | ------ | -------------- | -------------- | -------------- | -------------- | --------------- |
| "코트 르세, 키 크리 포간야"          | 2016년 | —              | —              | —              | 비앨범 싱글    |                 |
| "오맘리예노 텔로"                    | 2017년 | —              | —              | —              | —              | 우마자네 미슬리 |
| "골라"                               | 2019   | —              | —              | —              | —              | 우마자네 미슬리 |
| "벰, 다 그레쉬"                      | 2020   | —              | —              | —              | —              | 우마자네 미슬리 |
| "우마자네 미슬리"                    | 2020   | —              | —              | —              | —              | 우마자네 미슬리 |
| "아 셈 티 포베달"                    | 2021   | —              | —              | —              | —              | 우마자네 미슬리 |
| "바브 오세아나"                      | 2022년 | —              | —              | —              | —              | 우마자네 미슬리 |
| "카트리나"                           | 2022년 | —              | —              | —              | —              | 데모니          |
| "데모니"                             | 2022년 | —              | —              | —              | —              | 데모니          |
| " 카르페 디엠"                       | 2023년 | 1              | 12             | 4              | 비앨범 싱글    |                 |
| "뉴 웨이브" (엘비스 코스텔로와 함께) | 2023년 | —              | —              | —              | —              |                 |
| '런던의 써니 사이드'                 | 2023년 | —              | —              | —              | —              |                 |

## 수상 및 후보
| 상                                | 년도   | 범주            | 후보작            | 결과       |
| --------------------------------- | ------ | --------------- | ----------------- | ---------- |
| 즐라타 피슈칼(The Golden Whistle) | 2020   | 올해의 노래     | "골라"            | Nomination |
| 즐라타 피슈칼(The Golden Whistle) | 2020   | 올해의 신인     | 조커 아웃         | Won        |
| 즐라타 피슈칼(The Golden Whistle) | 2021   | 올해의 아티스트 | 조커 아웃         | Won        |
| 즐라타 피슈칼(The Golden Whistle) | 2022년 | 올해의 아티스트 | 조커 아웃         | Won        |
| 즐라타 피슈칼(The Golden Whistle) | 2022년 | 올해의 노래     | "우마자네 미슬리" | Nomination |
| 즐라타 피슈칼(The Golden Whistle) | 2022년 | 올해의 노래     | "아 셈 티 포베달" | Nomination |
| 즐라타 피슈칼(The Golden Whistle) | 2022년 | 올해의 앨범     | 우마자네 미슬리   | Nomination |
| 즐라타 피슈칼(The Golden Whistle) | 2023년 | 올해의 아티스트 | 조커 아웃         | 미정       |
| 즐라타 피슈칼(The Golden Whistle) | 2023년 | 올해의 앨범     | 데모니            | 미정       |